# Доггер
| Система/ Період                                                     | Відділ/ Епоха            | Ярус/ Вік           | Вік (млн років) | Вік (млн років) |
| ------------------------------------------------------------------- | ------------------------ | ------------------- | --------------- | --------------- |
| Крейда, K                                                           | Нижня/Рання, K1          | Беріаський, K1b     | молодше         | молодше         |
| Юра, J                                                              | Верхня/Пізня, J3 (Мальм) | Титонський, J3tt    | ~145,0          | 152,1           |
| Юра, J                                                              | Верхня/Пізня, J3 (Мальм) | Кімериджський, J3km | 152,1           | 157,3           |
| Юра, J                                                              | Верхня/Пізня, J3 (Мальм) | Оксфордський, J3o   | 157,3           | 163,5           |
| Юра, J                                                              | Середня, J2 (Доггер)     | Келовейський, J2k   | 163,5           | 166,1           |
| Юра, J                                                              | Середня, J2 (Доггер)     | Батський, J2bt      | 166,1           | 168,3           |
| Юра, J                                                              | Середня, J2 (Доггер)     | Байоський, J2b      | 168,3           | 170,3           |
| Юра, J                                                              | Середня, J2 (Доггер)     | Ааленський, J2a     | 170,3           | 174,1           |
| Юра, J                                                              | Нижня/Рання, J1 (Лейас)  | Тоарський, J1t      | 174,1           | 182,7           |
| Юра, J                                                              | Нижня/Рання, J1 (Лейас)  | Плінсбахський, J1p  | 182,7           | 190,8           |
| Юра, J                                                              | Нижня/Рання, J1 (Лейас)  | Синемюрський, J1s   | 190,8           | 199,3           |
| Юра, J                                                              | Нижня/Рання, J1 (Лейас)  | Геттанзький, J1h    | 199,3           | 201,3           |
| Тріас, T                                                            | Верхній/Пізній, T3       | Ретський, T3r       | древніше        | древніше        |
| Підрозділи юрської системи наведені згідно МКС, станом на 2018 рік. |                          |                     |                 |                 |
| п о р                                                               |                          |                     |                 |                 |

Доггер, Середня юра, Середній юрський період — середній геологічний відділ юрської системи. Вона тривала приблизно від 174,1 до 163,5 мільйонів років тому.
Викопні сухопутні тварини, такі як динозаври, із Середньої юри є порівняно рідкісними але геологічні формації, що містять сухопутні скам'янілі тварини, включають формацію Форест Марбл в Англії, формацію Кілмалуаг у Шотландії, Даогугу Бедс в Китаї, формацію Ітат в Росії та формацію Ісало ІІІ західного Мадагаскару.

## Палеогеографія

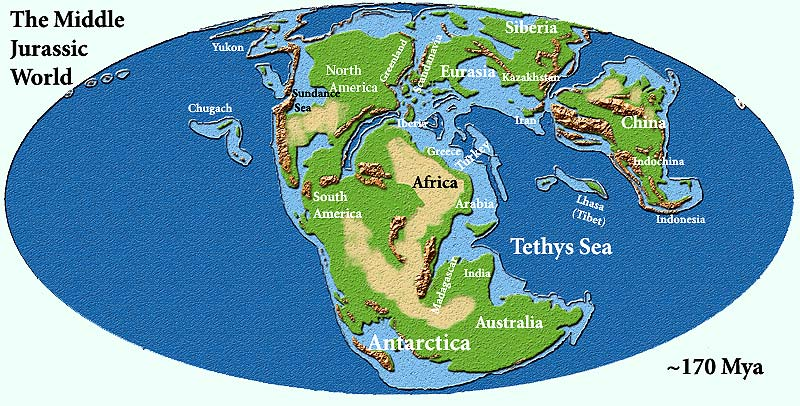
Карта Середньої юри

У епоху Середньої юри Пангея почала відокремлюватися на Лавразію та Гондвану, і утворився Атлантичний океан. Східна Лавразія була тектонічно активною, оскільки Кімерійська плита продовжувала стикатися з південним узбережжям Лавразії, повністю закриваючи океан Палеотетіс. Зона субдукції на узбережжі західної Північної Америки продовжувала створювати Прадавні Скелясті гори.

## Фауна
Доггер — один з ключових періодів еволюції життя на Землі. Багато груп, включаючи динозаврів та ссавців, за цей час урізноманітнились.

### Морські тварини
За цей час процвітало морське життя (включаючи амонітів та двостулкових). Іхтіозаври, хоча і поширені, зменшуються в різноманітності; в той час як основні морські хижаки, пліозавроїди, зросли до розмірів косаток і більше (напр Пліозавр, Ліоплевродон). Плезіозаври стали поширеними в цей час, і вперше з'явилися метріорхіндітні крокодили .

### Наземні тварини
Багато основних груп динозаврів виникли під час Середньої Юри (включаючи кетіозаврів, брахіозаврів, мегалозаврів та примітивних орнітоподів).
Нащадки терапсидів, цинодонти, все ще процвітали разом з динозаврами. Сюди входили тритилодонтиди та ссавці. Ссавці залишалися зовсім маленькими, але були різноманітними та численними у фаунах з усього світу. Тритилодонти були більшими, а також мали майже глобальне поширення. Перша коронна група ссавців з'явилася в середньому юрі. Група цинодонтів, тритилодонти, ставали рідкісними і з часом вимерли наприкінці цієї епохи.

## Флора
Хвойні були домінуючими в середньому юрі. Також були поширені інші рослини, такі як гінкго, саговникоподібні та папоротевидні.